# Final do Campeonato Brasileiro de 1976
A Final do Campeonato Brasileiro de 1976 foi a decisão da 20ª edição do Campeonato Brasileiro de Futebol. Foi disputada entre o Internacional, e o Corinthians. O jogo foi realizado no Estádio Beira Rio, em Porto Alegre, no Rio Grande do Sul.

## Caminho até a final

### Campanha do Internacional
| Data           | Estádio            | Adversário             | Resultado | Renda                     |
| -------------- | ------------------ | ---------------------- | --------- | ------------------------- |
| 1 de setembro  | Beira-Rio          | Figueirense            | 6 – 0     | Cr$ 233.985,00            |
| 7 de setembro  | Beira-Rio          | Grêmio                 | 3 – 1     | Cr$ 276.210,00 (14.652)   |
| 12 de setembro | Centenário         | Caxias                 | 1 – 2     | Cr$ 217.000,00            |
| 19 de setembro | Orlando Scarpelli  | Avaí                   | 4 – 0     | Cr$ 376.520,00 (19.591)   |
| 22 de setembro | Engenheiro Araripe | Desportiva Ferroviária | 4 – 1     | Cr$ 239.405,00            |
| 26 de setembro | Morumbi            | Santos                 | 3 – 1     | Cr$ 1.846.680,00 (79.892) |
| 29 de setembro | Beira-Rio          | Rio Branco-ES          | 3 – 0     |                           |
| 3 de outubro   | Beira-Rio          | Palmeiras              | 1 – 0     | Cr$ 794.880,00            |

| Data          | Estádio       | Adversário       | Resultado | Renda                   |
| ------------- | ------------- | ---------------- | --------- | ----------------------- |
| 10 de outubro | Maracanã      | Fluminense       | 1 – 1     | Cr$ 814.363,00 (36.219) |
| 13 de outubro | Serra Dourada | Goiás            | 3 – 0     | Cr$ 1.007.145,00        |
| 17 de outubro | Beira-Rio     | América de Natal | 3 – 1     | Cr$ 310.316,00          |
| 20 de outubro | Beira-Rio     | Fortaleza        | 1 – 1     | Cr$ 303.028,00          |
| 23 de outubro | Beira-Rio     | Botafogo-SP      | 3 – 0     | Cr$ 581.208,00          |

| Data           | Estádio        | Adversário  | Resultado | Renda                               |
| -------------- | -------------- | ----------- | --------- | ----------------------------------- |
| 30 de outubro  | Belfort Duarte | Coritiba    | 0 – 1     | Cr$ 660.743,00 (30.611)             |
| 3 de novembro  | Santa Cruz     | Botafogo-SP | 4 – 1     | Cr$ 621.367,00                      |
| 7 de novembro  | Beira-Rio      | Santa Cruz  | 5 – 1     | Cr$ 536.785,00                      |
| 10 de novembro | Beira-Rio      | Caxias      | 2 – 0     | Cr$ 421.524,00                      |
| 14 de novembro | Morumbi        | Palmeiras   | 2 – 1     | Cr$ 1.735.170,00 (65.411 pagantes)  |
| 21 de novembro | Morumbi        | Corinthians | 1 – 2     | Cr$ 3.478.280,00 (113.286 pagantes) |
| 24 de novembro | Beira-Rio      | Ponte Preta | 2 – 0     | Cr$ 437.860,00                      |
| 28 de novembro | Beira-Rio      | Portuguesa  | 3 – 0     | Cr$ 413.918,00                      |

#### Semifinais
| 5 de dezembro | Internacional            | 2 – 1 | Atlético Mineiro | Beira-Rio, Porto Alegre                                              |
|               | Batista 73' · Falcão 90' |       | Vantuir 30'      | Público: 59 800 Renda: Cr$ 1.745.000,00 Árbitro: PE Sebastião Rufino |

### Campanha do Corinthians
| Data           | Estádio          | Adversário   | Resultado | Renda          |
| -------------- | ---------------- | ------------ | --------- | -------------- |
| 29 de agosto   | Pacaembu         | Fortaleza    | 2 – 1     | Cr$ 583.740,00 |
| 1 de setembro  | Moisés Lucarelli | Ponte Preta  | 1 – 1     | Cr$ 344.750,00 |
| 12 de setembro | Morumbi          | Guarani      | 0 – 1     | Cr$ 915.675,00 |
| 16 de setembro | Vivaldão         | Rio Negro-AM | 2 – 1     |                |
| 19 de setembro | Baenão           | Paysandu     | 0 – 0     |                |
| 22 de setembro | Castelão         | Ceará        | 2 – 0     |                |
| 25 de setembro | Pacaembu         | Nacional-AM  | 2 – 0     |                |
| 30 de setembro | Pacaembu         | Remo         | 3 – 0     |                |

| Data          | Estádio        | Adversário  | Resultado | Renda                   |
| ------------- | -------------- | ----------- | --------- | ----------------------- |
| 10 de outubro | Olímpico       | Grêmio      | 0 – 3     | Cr$ 549.010,00 (20.842) |
| 13 de outubro | Pacaembu       | Coritiba    | 1 – 0     |                         |
| 16 de outubro | Morumbi        | Botafogo    | 1 – 2     |                         |
| 20 de outubro | Pacaembu       | Operário-PR | 3 – 1     |                         |
| 24 de outubro | Ilha do Retiro | Sport       | 1 – 0     | Cr$ 79.197,00 (4.800)   |

| Data           | Estádio       | Adversário    | Resultado | Renda                      |
| -------------- | ------------- | ------------- | --------- | -------------------------- |
| 31 de outubro  | Pacaembu      | Portuguesa    | 0 – 0     | Cr$ 1.151.130,00 (59.758)  |
| 3 de novembro  | Couto Pereira | Coritiba      | 0 – 1     | Cr$ 859.942,00             |
| 7 de novembro  | Morumbi       | Palmeiras     | 0 – 0     | Cr$ 2.379.620,00           |
| 11 de novembro | Pacaembu      | Botafogo-SP   | 2 – 1     |                            |
| 14 de novembro | Centenário    | Caxias        | 4 – 1     | Cr$ 169.582,00             |
| 18 de novembro | Pacaembu      | Ponte Preta   | 2 – 0     |                            |
| 21 de novembro | Morumbi       | Internacional | 2 – 1     | Cr$ 3.478.280,00 (103.286) |
| 28 de novembro | Arruda        | Santa Cruz    | 2 – 1     |                            |

#### Semifinais
| 5 de dezembro | Fluminense   | 1 – 1 | Corinthians | Maracanã, Rio de Janeiro                                         |
|               | Pintinho 18' |       | Ruço 29'    | Público: 146 043 Renda: Cr$ 4.027.250,00 Árbitro: BA Saul Mendes |

|                                               |     | Penalidades                   |  |
| Rodrigues Neto: Carlos Alberto Torres: Doval: | 1–4 | Neca: Ruço: Moisés: Zé Maria: |  |

## O jogo
| 12 de dezembro | Internacional             | 2 – 0     | Corinthians | Beira-Rio, Porto Alegre                                                                   |
| 17:00          | Dario 29' · Valdomiro 57' | Relatório |             | Público: 84 000 (70 727 pagantes) Renda: Cr$ 3.200.795,00 Árbitro: RJ José Roberto Wright |

| Internacional | Corinthians |

| INTERNACIONAL: |  |                |                               |
|                |  |                |                               |
| GO             |  | Manga          | Penalizado com cartão amarelo |
| LD             |  | Cláudio Duarte |                               |
| ZA             |  | Figueroa       |                               |
| ZA             |  | Marinho Peres  | Penalizado com cartão amarelo |
| LE             |  | Vacaria        |                               |
| VO             |  | Caçapava       |                               |
| VO             |  | Falcão         | Penalizado com cartão amarelo |
| VO             |  | Batista        |                               |
| AT             |  | Valdomiro      |                               |
| AT             |  | Dario          |                               |
| AT             |  | Lula           |                               |
| Treinador:     |  |                |                               |
| Rubens Minelli |  |                |                               |

| CORINTIANS: |  |            |
|             |  |            |
| GO          |  | Tobias     |
| LD          |  | Zé Maria   |
| ZA          |  | Moisés     |
| ZA          |  | Zé Eduardo |
| LE          |  | Wladimir   |
| VO          |  | Givanildo  |
| VO          |  | Ruço       |
| VO          |  | Neca       |
| AT          |  | Waguinho   |
| AT          |  | Geraldão   |
| AT          |  | Romeu      |
| Treinador:  |  |            |
| Duque       |  |            |